# Chrysopa satoruna
Chrysopa satoruna is een insect uit de familie van de gaasvliegen (Chrysopidae), die tot de orde netvleugeligen (Neuroptera) behoort. 
Chrysopa satoruna is voor het eerst wetenschappelijk beschreven door Navás in 1922.